# Премия Айснера
Премии индустрии комиксов имени Уилла Айснера (англ. The Will Eisner Comic Industry Awards), известные под кратким названием Премии Айснера (англ. Eisner Awards) — наиболее престижная американская награда в сфере комиксов. Впервые премия Айснера была вручена в 1988 году в ответ на прекращение Премий Кирби с 1987 года.
Премии получили название в честь писателя и художника комиксов Уилла Айснера, который лично участвовал в награждениях до своей смерти в 2005 году.
Комиссия из 5 членов выдвигает кандидатуры на каждую из номинаций, затем происходит голосование среди профессионалов в сфере издания комиксов. Результаты представляются на ежегодной конференции Comic-Con International в городе Сан-Диего, обычно в июле или августе.